# Színjelölési módszer
A színjelölési módszerek a címertanban a színezetlen ábrák színeinek a jelölésére létrejött különféle pontosan meghatározott rendszerek. A két legfontosabb a vonalkázás és a betűjelölés.
Ma legelterjedtebb a vonalkázás, mely a 17. század elején alakult ki. Ma is használt formája az 1630-as évekből való. Ezt szemlélteti az alábbi ábra is.
Sir John Ferne (†1609), heraldikai író, genealógus, The Blazon of Gentrie (1586) című művében összesen 14-féle színjelölési módszert sorol fel: 1. színekkel, 2. bolygókkal, 3. drágakövekkel, 4. erényekkel, 5. égi jelekkel, 6. hónapokkal, 7. a hét napjaival, 8. az emberi életkorokkal, 9. virágokkal, 10. az elemekkel, 11. az évszakokkal, 12. az emberi arcszínekkel (ami egy alkémiai színskála a bölcsek kövének előállítása során), 13. számokkal, 14. fémekkel.
Rendszere ma már meglehetősen abszurdnak tűnik, de szervesen illeszkedett a korabeli heraldikai nézetekhez.

## A színjelölési módok kialakulása
A címerek színeinek jelölésére mindig is léteztek különféle módok a címertanban. A legkorábbi ilyen módszer a címerleírás volt, mely egyidős magával a heraldikával. Az első címerleírásokat Chrétien de Troyes (1135 k.-1183 k.), Lancelot ou le Chevalier de la charette (1178 k.-1181 k.) című művében találjuk. Az angol címerleírás I. Eduárd (1272-1037) uralkodása óta máig szinte változatlan maradt.
A heroldok által összeállított kéziratos címertekercsek és címerkönyvek ábrái általában színesek voltak. Később, a könyvnyomtatás korában, a fametszet és a rézmetszet feltalálásával vált szükségessé a színezetlen ábrákon a címerek színeinek jelölése. A kezdőbetűkkel való jelölést (angolul tricking [ˈtrɪkɪŋ]) a heroldok vezették be, a vonalkázást (angolul hatching [ˈhætʃɪŋ]) a heraldikusok. Ezenkívül használatos volt még a színek 1-től 7-ig terjedő számozása és más módszerek is.
A heraldikát ekkoriban az allegorikus és asztrológiai szemlélet uralta. Miként az irodalomban is terjedtek az emblematikus művek, a heraldikai szerzők valószínűleg szintén egyfajta emblematikát akartak létrehozni a címertanban is. Silvester Petra Sancta a heraldika szabályait logikus módon nyolc pontba foglalta, és művének 63. lapján megállapította a színek jelölését is, de még mindig nagy súlyt fektetett a középkori szimbolikára. Elveit és rendszerét Theodor Höpingk fejlesztette tovább, de a történeti forrásokat nem használta olyan ügyesen, mint Petra Sancta. Ő is vallotta a címerek szimbolikus jellegét és ezt sokan félreértették, amikor azt hirdette, hogy „a címerek valamely családnak hieroglifa-szerű képei, amelyek nevezetes cselekedeteket jelképeznek“.

### A színek mágikus értelmezése
A színek összefüggése a bolygókkal és a drágakövekkel előfordul már az idősebb Plinius Naturalis Historiae (Kr. u. 77) című művének 35-37. fejezetében. (A könyv utolsó, 37. fejezetét az ifjabb Plinius adta hozzá a befejezetlen műhöz.) Plinius tanítását a középkori lapidáriumok, a drágakövek és ásványok gyűjteményes művei is népszerűsítették. További kőkönyvek Theophrasztosz (Kr. e. 371-287) lapidáriuma (Περὶ Λίθων; Peri lithon), az ismeretlen szerzőjű Orfikus kőkönyv (Ορφικά Λιθικά; Orphiká Lithiká), a Damigeron című kompiláció (egy ókori csodatevő neve után), majd a mezopotámiai, amidai születésű Aétiosz, I. Justinianus császár (527-565) háziorvosának lapidáriuma a 16 könyvből álló orvosi művében (teljes latin fordítása Cornarius által Bázel, 1542), Epiphaniosz (315 k.-403) műve (Peri tón dódeka lithón) a zsidó főpapi mell-ékszer 12 drágakövének allegorizáló magyarázata (azok tulajdonságainak és erejének taglalásával), Pszellosz Mihály (1017/1018-1078 u. vagy 1096) lapidáriuma (Peri lithon dünameon, a Scripta minorá-ban, kiadta Kurtz és Drexl, 1936-1941) és más művek. A középkor elején Sevillai Izidor Etymológiák című enciklopédiájában (Origines címmel is előfordul: Origines sive Etymologiae) szintén említi a színek megfelelését az elemekkel, drágakövekkel és bolygókkal.
Mindez a szimpátia tanának ókori tanítására megy vissza, mely a csillagok, ásványok, az állatvilág, a növényvilág, az emberek között szimpátiákat és antipátiákat vizsgálja. A szimpátiatannak megfelelően, a drágaköveket, a féldrágaköveket és a ritka ásványokat már a babilóniaiak óta nagyra becsülték, mint a kozmikus erők koncentrátumát. Plinius többször is kifejtette, hogy művét ezen kozmikus törvény feltárásának szenteli. Ezt a tanítást átvette a középkori orvostudomány, gyógyszerészet, alkémia, heraldika stb. is. Bartolo de Sassoferrato (1313/1314-1357), híres jogász és heraldikus az 1350-es években az aranyat a Naphoz kapcsolta, a kéket a levegő elemhez és a vöröset a tűz elemhez. Őt követte 1382 és 1387 között Honoré Bonet (1340 k.-1410 k.), provencei heraldikus. Arbre des Batailles (1387) című művében kijelentette, hogy az arany a legnemesebb a világon, mert természete szerint fénylik és ragyog, és tele van erényekkel.

### A színek bolygószimbólumokhoz kapcsolása
Bonet művét behatóan tanulmányozta V. Alfonz szicíliai kettős király heroldja, Jean Courtois (†1436), hivatali nevén Szicília herold. Le Blason des Couleurs (1414) című művében ő alakította ki a színek és a bolygók, valamint a drágakövek (továbbá az erények, a fémek, a hónapok, az állatövi jegyek, a hét napjai stb.) heraldikai rendszerét. Ismerte Szevillai Izidor Etimológiák című művét és a színek nevét görögül adja meg, de a valódi hozadéka a drágakő-bolygó címerleírás kifejlesztése volt. Rendszere a következő (szín-drágakő-bolygó): arany-topáz-Nap, ezüst-igazgyöngy-Hold, vörös-rubin-Mars, fekete-gyémánt-Szaturnusz, kék-zafír-Jupiter, zöld-smaragd-Vénusz, bíbor-ametiszt-Merkúr, narancsszín-jácint-sárkányfej, vérvörös-szardonix-sárkányfarok.
A narancs narancs és a vérvörös színt eredetileg a szégyenjeleken használták. Ezek olyan ábrák voltak, melyeket a gonosztevők címereire helyeztek. A sárkányfej és a sárkányfarok a felkelő, illetve a leszálló holdcsomópontok megnevezései. A sárkányhónap az az idő, mely alatt a Hold pályája valamelyik csomópontjából kiindulva ugyanahhoz tér vissza. Ennek hossza 27 nap 5 óra 5 perc és 39 másodperc. Míg a sárkányfej egy világos színt (narancssárga) jelöl, a sárkányfarok egy sötétet (vérvörös), ami kicsiben megfelel az alkémikusok által végrehajtott transzmutációnak, amikor a bölcsek kövének előállítása során fellépő reakciók hatására, a materia prima világos színűből egyre sötétebbé (vörösebbé) válik. Ez az ellentétpár abban is megnyilvánul, hogy az asztrológiában a sárkányfejet szerencsés, a sárkányfarkat szerencsétlen eseményekkel hozták kapcsolatba. Ez is arra mutat, hogy a korabeli heraldikát erősen befolyásolta a mágikus szemlélet és az alkémiai eszmerendszer, mely összefüggött a színek, a bolygók, a drágakövek, a fémek, az erények stb. közti szimpátia tanával. (A Spener által említett [1717. 109.] Heraldus Britannus sajátos színelnevezései részben szintén az alkémiai szemléletet tükrözhetik: aurum – Cytrine, argentum – aspre, rubeus – Coccine, caeruleus – Veneto, niger – Mauro, viridis – prasino, purpureus – oiscy.)
Jean Courtois műve kéziratban terjedt, majd egyike volt az első franciául nyomtatott könyveknek. Hamarosan Angliában is megjelent, de a gyakorlatban csak kevéssé alkalmazták. A Tudor és Stuart dinasztiák uralkodása alatt (1485-1702) azonban a heroldok kézikönyvei tartalmazták ezt a színjelölési rendszert is. A fémek és a színek kapcsolatával az erényekhez, a hét bolygóhoz, a 12 égi jelhez, a drágakövekhez, a hét napjaihoz, a 3 elemhez Traité du blason (1465) című művében Clément Prinsault is foglalkozott, mely egyike a legkorábbi heraldikai írásoknak. Sir Henry Spelman (1564 k.-1641), angol történész és heraldikus 1654-ben, Aspilogia című művében a színek jelölésére a bolygószimbólumokat használta, melyeket a táblázat mutat.
A fő színeken kívül egyéb színeknek is voltak angol és más nyelvű rövidítései (természetes szín, Proper – Ppr, pp; hermelin, Ermine – Er stb.). A természetes szín (carnea tinctura) jelölésére a korabeli heraldikában az oroszlán állatjegy fordított jelét () használták, és a német heraldikában a hét alapszínen túli színek jelölésére a háromlevelű lóherét alkalmazták. Spener szerint (1717. 113) a heraldikában a narancs és a sötétbíbor jelölésére az oroszlán állatjegy szimbólumát () használták.  Johann Anton Rudolphi a zöld jelölésére a Vénusz-szimbólum mellett a háromlevelű lóherét (  ) is megadja, valamint a narancsszín és a testszín jelöléseként a sárkányfő, illetve a sárkányfarok szimbólumának elnyújtott változatait hozza fel
továbbá a bíbort (Purpur) p. betűvel a szürkét (Asche-Farb) a. betűvel jelöli. Az emelkedő és hanyatló holdcsomópontok (a sárkányfej és a sárkányfarok) asztrológiai jelei:
is az oroszlán csillagjegy szimbólumából erednek, melynek a középkori asztrológiában kitüntetett szerepe volt.
A 7 színen kívül tehát nagyon hamar új, ún. antiheraldikus színek is megjelentek a címertanban, majd kialakultak ezek szimbolikus jelölései bolygószimbólumokkal, drágakövekkel, a hét napjaival stb., mely végül egy 9 színt tartalmazó rendszerré fejlődött. A heroldok közti hallgatólagos egyezség szerint ezt a rendszert a címerleírásnál a következő módon használták: a főurak: hercegek, grófok és bárók címereinek színeit drágakövekkel írták le, míg a fejedelmek, királyok és császárok címereit bolygókkal. Peter Suchenwirt (1335 k.-1395), osztrák címerköltő azonban már korábban is (1355 k.) drágakövekkel írta le Nagy Lajos magyar király (1342-1382) címerét, ami arra utal, hogy egykor ténylegesen is léteztek valódi drágakövekből készített címerek.
Konrad von Würzburg (1230 k.-1287) Turnier von Nantheiz (1258 k.) című költeményében szintén említést tesz a címereken viselt drágakövekről. Az angol király címerét leírva (310-320) azt olvassuk, hogy címerének mezőjét ragyogó arábiai arannyal vonták be, melyben három leopárdja rubinokból készült, majd a mű vége felé (1040) további drágakövekről is olvashatunk: „smaragden und karvunkel [Karfunkelsteine],/ jachande [Hyazinthsteine] und crisolîten [Krisolithen],/ die wurden bi den zîten/ getengelt ûz den schilten.“

## Lásd még
- vonalkázás
- betűjelölés
- színek (heraldika)